# Gib ihm
Gib ihm ist ein Lied der deutschen Rapperin und Sängerin Shirin David aus dem Jahr 2019. Es wurde als zweite Single- und erste Videoauskopplung ihres Debütalbums Supersize veröffentlicht und wurde von David selbst zusammen mit Chima Ede und den Produzenten des Tracks, Fnshrs, geschrieben.

## Veröffentlichung
David selbst kündigte die Single am 9. Februar 2019 auf ihrem Instagramprofil mit der Coverillustration an. Das Cover von Gib ihm zeigt David, gezeichnet, wie sie leicht bekleidet vor einer Ansammlung riesiger Tragetaschen von Luxusmarken wie Gucci, Chanel und Louis Vuitton sitzt. Der Song selbst erschien am 15. Februar unter ihrem eigenen Musiklabel Juicy Money Records, während das Musikvideo am 17. Februar auf ihrem YouTube-Kanal online ging. Das Musikvideo brach direkt am ersten Tag einen Deutschrap-Rekord, indem es innerhalb von weniger als sechs Stunden eine Million Aufrufe erhielt. Damit brach es den Rekord des Musikvideos zu Berlin Lebt des deutschen Rappers Capital Bra.

## Inhalt
Gib ihm ist ein Hip-Hop-Titel mit Rapstrophen und gesungenen Elementen. Die Strophen werden von Shirin David gerapt, während sie die Pre-Hook singt. Ihre Stimme ist während der Strophen nicht so hart und aggressiv, wie man es von anderen weiblichen Rapperinnen, wie Nicki Minaj kennt, sondern recht weich, wenn doch bestimmt. Der Refrain des Songs bildet eine rhythmisch gesprochene Wiederholung des Titels Gib ihm. Die zentralen Themen des Titels sind ihr teurer Lebensstil (Kronleuchter, Séparée, steh' auf Schickimicki, Donatella an mei'm Hals, doch die Schuhe Jimmy), ihre Extravaganz (Sie kommen an, sagen, „Shirin, das ist echt kurz!“ Ich wollt in Unterwäsche komm'n, fick dein'n Dresscode!) und ihre Weiblichkeit (Wir sind so sexy, der Paparazzi wird ohnmächtig). Sie benutzt im Liedtext außerdem klare Übertreibungen, mit denen sie die Arroganz und das Selbstbewusstsein des Songs unterstreicht: Nägel länger als die Shorts, Baby Gib ihm oder Kilometerlange Stilettos sind hierfür nur zwei Beispiele.

## Musikvideo
Das unter der Regie von PLUG entstandene Musikvideo zu Gib ihm hebt die Extravaganz und Arroganz des Songs noch einmal hervor. Zu Beginn wird ein Hinweis eingeblendet, dem man entnehmen kann, dass im Rahmen der Dreharbeiten keine Tierbabys, Shirizzles (so nennt David seit 2014 ihre Fans) oder Supersportwagen zu Schaden gekommen seien, die Handlung und der Flex auf wahren Begebenheiten beruhen würden. Zudem stellt sie klar, dass sie für keine Darstellung der Produkte namhafter Markenhersteller bezahlt oder vergütet werde, das deutsche Recht sie allerdings dazu verpflichte, das Video als Werbung zu kennzeichnen. Auch die Titelillustration, die David leicht bekleidet vor bzw. auf Tragetaschen teurer Luxusmarken in Übergröße zeigt, wurde real umgesetzt. In anderen Szenen sieht man sie mit Tänzerinnen posierend und tanzend oder twerkend auf einem blumengeschmückten Motorrad. Eine weitere Sequenz zeigt David mit Lockenwicklern in den Haaren und einem weißen Kleid auf einem Podest stehend, während drei oberkörperfreie Männer sie einkleiden. Des Weiteren sieht man sie, wieder mit ihren Tänzerinnen, auf einem diamantbesetzten Lamborghini liegend und, wieder leicht bekleidet, mit Hundewelpen auf dem Boden kuschelnd. Insgesamt trägt sie acht verschiedene Outfits in verschiedenen Settings. Das Musikvideo zählte bis August 2025 über 73,7 Millionen Aufrufe.

## Rezeption
Gib ihm erhielt gemischte Kritiken. Lob bekam das Lied für den guten Beat sowie die Eingängigkeit des Refrains. Des Weiteren wurde anerkannt, dass David eine der ersten deutschen Künstlerinnen ist, die den arroganten Rap auch in die weibliche Rap-Community aufnehmen, wie es von US-amerikanischen Künstlerinnen schon Jahre zuvor eingeführt wurde. Andere kritisierten, dass sie sich zu sehr auf ihr Äußeres reduziere und daher Feminismus entgegenwirke, sowie von ihrem grundsätzlichen, musikalischen Potential ablenke. Außerdem wurde von vielen die Parallelität zu US-Rapperinnen wie Nicki Minaj oder Cardi B kritisiert. Red Bull nannte Gib ihm den Song des Jahres 2019.

## Kommerzieller Erfolg
Auf der Streaming-Plattform Spotify wurde das Lied bis August 2025 mehr als 118 Millionen Mal aufgerufen.

### Chartplatzierungen
Gib ihm erreichte die Spitzenposition der deutschen Singlecharts und hielt sich eine Woche an ebendieser sowie sechs Wochen in den Top 10 und 18 Wochen in den Charts. Für David war es der erste Nummer-eins-Hit in Deutschland sowie zugleich der dritte Top-10- und Charterfolg. Darüber hinaus erreichte Gib ihm für einen Zeitraum von zwei Wochen die Chartspitze der deutschsprachigen Singlecharts. In Österreich erreichte die Single Position drei und konnte sich fünf Wochen in den Top 10 sowie 13 Wochen in den Charts halten. Wie in Deutschland erreichte sie hiermit zum dritten Mal die österreichischen Charts und Top 10. In der Schweiz erreichte Gib ihm mit Position neun seine höchste Chartnotierung und platzierte sich eine Woche in den Top 10 und neun Wochen in der Hitparade. Es ist ihr dritte Charterfolg und erster Top-10-Hit in der Schweiz.
| ChartsChartplatzierungen | Höchstplatzierung | Wochen |
| ------------------------ | ----------------- | ------ |
| Deutschland (GfK)        | 1 (18 Wo.)        | 18     |
| Österreich (Ö3)          | 3 (13 Wo.)        | 13     |
| Schweiz (IFPI)           | 9 (9 Wo.)         | 9      |

### Auszeichnungen für Musikverkäufe
| Land/Region        | Auszeichnungen für Musikverkäufe (Land/Region, Auszeichnung, Verkäufe) | Verkäufe |
| ------------------ | ---------------------------------------------------------------------- | -------- |
| Deutschland (BVMI) | Platin                                                                 | 400.000  |
| Österreich (IFPI)  | Platin                                                                 | 30.000   |
| Insgesamt          | 2× Platin ·                                                            | 430.000  |